# Ydre rum
Det ydre rum (også kaldet rummet i al almindelighed) er en betegnelse for de relativt tomme regioner, der findes i Universet.[kilde mangler] Der findes ikke en egentlig grænse for hvor det rum begynder. Forskere på University of Calgary har beregnet at det ydre rum begynder 118 km over Jordens overflade, men typisk sættes grænsen for det ydre rum ved Kármán-linjen 100 km over Jordens overflade.
I modsætning til folkelig forståelse er rummet ikke helt tomt, men indeholder en lav tæthed af partikler (som hydrogenplasma og elektromagnetisk stråling). Hypotetisk set består det ydre rum også af mørk energi og mørkt stof.
- Wikimedia Commons har flere filer relateret til Ydre rum

| Astronomi | Spire Denne artikel om astronomi er en spire som bør udbygges. Du er velkommen til at hjælpe Wikipedia ved at udvide den. |